# Trevor Hall
Trevor Hall (28 de novembro de 1986) é um cantor, letrista e guitarrista. Ele é mais frequentemente conhecido por sua canção "Other Ways", que foi parte da trilha sonora de Shrek Terceiro. 

## Biografia
Trevor Hall nasceu em Greenwich, Connecticut e cresceu em Hilton Head, Carolina do Sul. Ele cresceu cercado pela música, em parte, devido ao seu pai, que era baterista e músico. Depois de experimentar vários instrumentos, incluindo trombone e baixo, ele decidiu aprender guitarra na esperança de um dia se tornar um cantor e compositor. Aos 16 anos gravou seu primeiro álbum. 
Começou a escrever e realizar, quando ele foi de cerca de 11 anos, em torno do mesmo tempo, ele ganhou sua primeira guitarra. Sua introdução à música era de seu pai, bateria e gaita, seu pai deu-lhe com a idade de 11. Seu pai não era apenas um baterista, mas um músico que inspirou seu filho, escrever e amar a música como ele fez. Trevor diz ter sido sempre rodeado e absorvida pela música. Foi em seu aniversário de 15 ou 16, quando seu pai o premiou uma sessão de gravação no estúdio de seu amigo. Foi então que gravou seu primeiro álbum, que foi vendida principalmente para a família e amigos. Depois disso, Trevor e sua família começou a tomar a sua música mais a sério. Na idade de 16 anos, Trevor mudou para a Califórnia para participar Idyllwild Academia de Artes, em San Jacinto Mountains a leste de Los Angeles. Ele freqüentou a escola das classes 10 a 12. Quando um estudante no IAA, ele estudou violão clássico, e conheci pessoas de todo o mundo que influenciaram a sua vida de uma maneira profunda.  
Durante seu último ano, Trevor assinou um contrato com a gravadora Geffen Records. Ele continuou a concentrar-se em sua música depois da formatura, movendo-se para Los Angeles e trabalhar com produtores como John Alagia e os irmãos Laboriel. Nenhuma, com excepção de um EP, os registros que Trevor registrados foram liberados. Geffen largou da gravadora em 2008. 
Imediatamente após sua saída da Geffen, Trevor começou a escrever novas músicas. Ele logo teve 14 novas canções em seu currículo, juntamente com seu amigo e percussionista Chris Steele. Eles lançaram seu novo álbum, "Este é Azul" em 2008. Ao longo dos anos, Trevor Hall já fez turnês com vários artistas, incluindo: Jimmy Cliff, Steel Pulse, The Wailers, Matisyahu, Stevie Nicks, Ben Harper, Colbie Caillat, Los Lobos, Ziggy Marley, Rusted Root, e muitos outros [1] He. cita Bob Dylan, Bob Marley, Ben Harper e Björk como suas principais influências [2]. 
Trevor tem encontrado sua inspiração através da meditação e suas viagens à Índia. Ele tem ajudado a uma escola indígena lá com doações de seus shows. Ele também é um vegetariano comprometido. 

## Álbuns
Trevor primeiro álbum intitula-se "seus sapatos." e foi lançado em 12 de julho de 2004. Ele então lançou uma música de 4-EP, intitulado "The Rascals ter retornado" em 4 de janeiro de 2006. Trevor é caracterizado em um álbum-tributo da banda, intitulado "The Endless Highway". Em seguida, ele lançou seu segundo álbum ao vivo (o primeiro foi "Trevor Hall Live"), "Alive & na estrada (com Chris Steele)" em 18 de outubro de 2008, e outro álbum, "Este é Azul", em 22 de outubro 2008. Um álbum intitulado "A Porta dos elefantes" foi programado para ser lançado, mas foi cancelado quando o rótulo de Trevor registro caiu-lhe da sua rede. Desde então, vazaram para a internet. Seu mais recente álbum auto intitulado, foi lançado em 18 de julho de 2009, depois de ser assinado pelo selo Vanguard Records. O primeiro single deste álbum é intitulado "Unity" [3] Após a primeira semana de lançamento do álbum, que tinha estreou em # 199 na Billboard 200, também estreando em # 7 na carta do Billboard Heatseeker. 

## Discografia parcial
- Trevor Hall Live (2005)
- Alive & On The Road With Chris Steele (2008)
- This Is Blue (2008)
- Trevor Hall (2009)
- Chasing The Flame - On The Road With Trevor Hall (Ao Vivo - 2010)
- Untitled (2011)
- Chapter of the Forest (2014)